# Dieukhész
Dieukhész (Kr. e. 4. század) görög orvos
A dogmatikus iskolához tartozott. Munkái elvesztek, de az ókori írók gyakran idézték, sőt kivonatosan közölték is. Műveiben főleg különböző ételek és gyógyszerek elkészítési módját, illetve az emberi szervezetre gyakorolt hatását tárgyalta, így például értekezést írt a kenyérsütésről és a kelkáposzta hatásáról is. Idősebb Plinius gyakran hivatkozik rá.